# Nordenfelt I
Nordenfelt I – grecki okręt podwodny z końca XIX wieku. Zwodowany w 1885 roku w szwedzkiej stoczni Ekensbergs Varv w Sztokholmie, rok później został zakupiony przez Grecję. Okręt nigdy nie wszedł do służby i w 1901 roku został złomowany.

## Projekt i budowa
Okręt został zaprojektowany wspólnie przez brytyjskiego wynalazcę George’a Garretta i szwedzkiego przemysłowca Thorstena Nordenfelta. Jednostka była powiększoną wersją wcześniejszej konstrukcji Garretta – Resurgam II. Był to jeden z pierwszych okrętów podwodnych, w którym zastosowano napęd parowy.
„Nordenfelt I” zbudowany został w stoczni Ekensbergs Varv w Sztokholmie. Stępkę okrętu położono w 1882 roku, został zwodowany w 1885 roku i w tym samym roku ukończony.

## Dane taktyczno–techniczne
„Nordenfelt I” był niewielkim, pionierskim okrętem podwodnym. Długość całkowita wynosiła 19,5 metra, szerokość 2,7 metra (3,6 m ze sponsonami) i zanurzenie 3,4 metra. Miał przekrój kołowy, z wręgami umieszczonymi co 0,6 metra. Wyporność w położeniu nawodnym wynosiła 60 ton (wyporność w zanurzeniu nieznana). Na śródokręciu znajdowała się przeszklona kopułka, służąca za kiosk.
Okręt napędzany był na powierzchni i pod wodą przez lokomotywową sprzężoną maszynę parową Lamm o mocy 100 koni mechanicznych (KM), dwucylindrową, z cylindrami ustawionymi pod kątem prostym, pracującą pod ciśnieniem około 100 psi, do której parę dostarczał jeden kocioł wodnorurkowy, o łącznej powierzchni grzewczej około 18,6 m², z jednym paleniskiem. 
Pływanie podwodne możliwe było dzięki dwóm specjalnym romboidalnym zbiornikom o pojemności 4 ton każdy, w których magazynowana była woda o temperaturze wrzenia przy ciśnieniu 150 psi. Podczas marszu z wygaszonym kotłem, silnik napędzany był parą generowaną w zbiornikach. Układ napędowy z jedną czterołopatową śrubą o średnicy 1,5 m pozwalał osiągnąć prędkość 9 węzłów na powierzchni i 4 węzły w zanurzeniu. Zasięg wynosił 100 Mm przy prędkości 5 węzłów w położeniu nawodnym oraz 14 Mm przy prędkości 4 węzłów pod wodą. Ster umieszczony był za śrubą. Na dziobie i rufie zainstalowane były poziome, zrównoważone stery głębokości, na wspólnej osi.
W centralnej części okrętu znajdował się zbiornik balastowy o pojemności około 4 ton. Zanurzanie odbywało się za pomocą zalania zbiornika i uruchomieniu dwóch pionowo ustawionych śrub w sponsonach, napędzanych przez dwucylindrowy silnik o mocy 6 KM. Pęd generowany przez te śruby służył zanurzaniu okrętu i utrzymywaniu go na żądanej głębokości (można było regulować zarówno obroty śrub, jak i obroty napędzającego je silnika. Łódź wynurzała się automatycznie, w przypadku gdy śruby te uległy zatrzymaniu. Bezpieczna głębokość zanurzenia wynosiła około 15 m. Zawarte w kadłubie powietrze pozwalało załodze przebywać około 6 godzin w zanurzeniu; jednostka nie posiadała zapasu sprężonego powietrza, ani chemicznych filtrów do jego oczyszczania.
Okręt wyposażony był w jedną zewnętrzną dziobową wyrzutnię torped Whiteheada kalibru 356 mm (14 cali). Był to pierwszy okręt podwodny uzbrojony w torpedę samobieżną tego typu. Uzbrojenie artyleryjskie stanowiło działko pokładowe Nordenfelta kal. 25 mm QF L/42.
Załoga okrętu składała się z 3 osób.

## Służba
W 1885 roku okręt był testowany przez Svenska marinen. Na próby przybyli znamienici goście: król Danii Chrystian IX z małżonką, Książę Walii, a także przedstawiciele marynarek wojennych krajów europejskich, Japonii i Brazylii. Mimo uszkodzenia sterów przez linę holowniczą pierwszego dnia testów, przebiegły one dość pomyślnie, i okręt wykonał kilka próbnych zanurzeń. W roku następnym okręt został sprzedany Grecji za sumę 9000 £. Okręt nigdy nie osiągnął gotowości operacyjnej w Marynarce Grecji i został złomowany w 1901 roku.